# Li Liufang
Li Liufang ou Li Lieou-Fang ou Li Liu-Fang, surnom: Changheng, nom de pinceau: Tanyuan est un peintre chinois des XVIe – XVIIe siècles, originaire de Xiexan (province du Anhui. Né en 1575 à Xiexan, il meurt en 1629.

## Biographie
Peintre de paysages, de fleurs et d'animaux, Li Liugang vit et travaille à Jiading dans la province du Jiangsu et fait partie du groupe les « Neuf Amis de la Peinture » qui se réfère à Dong Qichang, Wu Weiye, Yang Wencong, Cheng Jiasui (1565-1643), Zhang Xuezeng (actif 1630-1660), Bian Wenyu (actif 1620-1670), Shao Mi (actif 1620-1660), Wang Shimin et Wang Jian. C'est un peintre original dans les thèmes de fleurs et d'animaux, alors que pour ses paysages il est dans le style de Wu Zhen.

## Musées
- Boston (Mus. of Fine Arts) :
  - Six études de paysage, illustrant des poèmes de la Dynastie Tang, datées 1618, encre et couleurs légères sur papier, feuille d'album.
- Cleveland (Mus. of Art):
  - Arbres épars et montagnes lointaines, daté 1628, encre sur papier, rouleau en hauteur signé, inscription et poème du peintre.
- Cologne (Mus. für Ostasiatische Kunst):
  - Pavillon avec deux hommes, au pied de hautes roches, signé et daté 1625, encre et couleurs légères sur papier doré, éventail.
- New York: (Metropolitan Museum of Art):
  - Personnage dans les arbres épars, daté 1613, éventail signé.
- Paris Mus. Guimet:
  - Paysage de montagne, daté 1625, encre sur papier doré, éventail signé.
  - Paysage de montagnes, encre sur papier doré, signé Paoan Li Liufang.
- Pékin (Mus. du Palais):
  - Vieil arbre, narcisses et bambous près d'un rocher, signé et daté 1627.
  - Études de buissons et de plantes en fleurs, encre sur papier, six feuilles d'album.
- Shanghai:
  - Vue de rivière, signé et daté 1625, d'après Ni Zan.
  - Scènes de Suzhou, encre sur papier tacheté d'or, dix feuilles d'album.